# 核桃街 (费城)

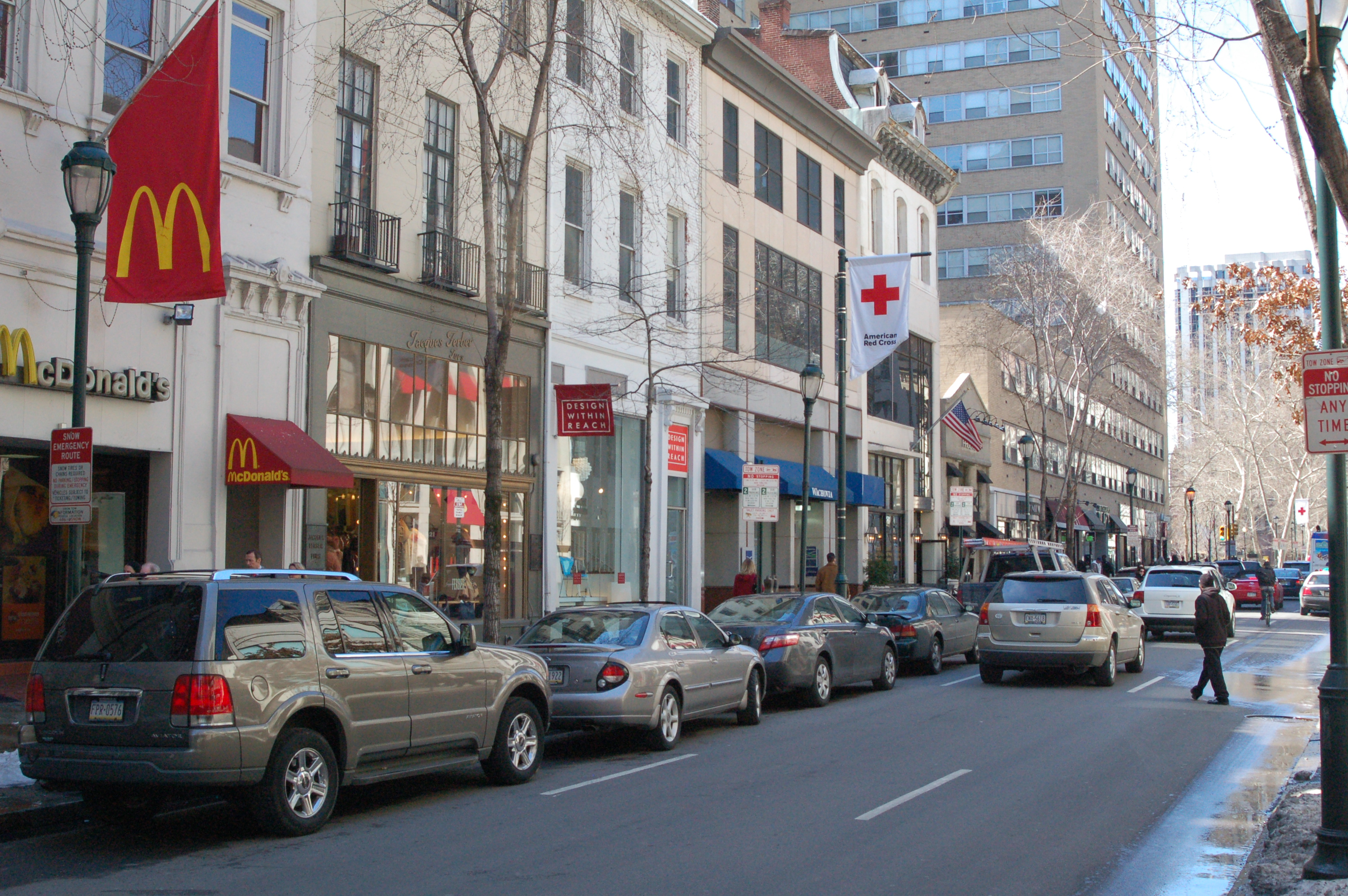
核桃街

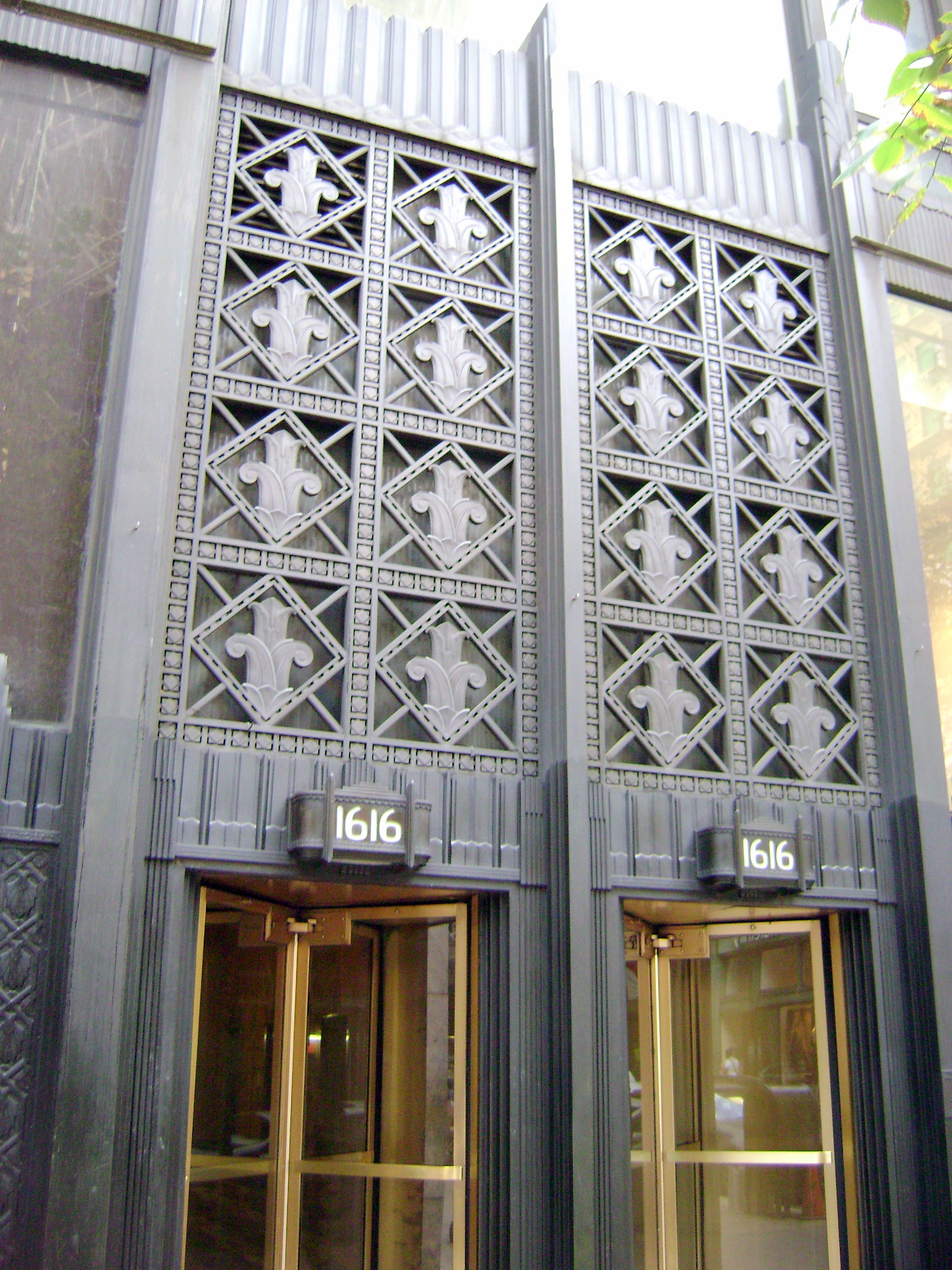
核桃街1616号大楼

核桃街（Walnut Street）位于费城市中心，东起特拉华河，向西穿过中区和西区，长5.57英里（8.96公里）。核桃街以北的平行街道为栗树街。
核桃街为该市的高级购物区，2005年街道的一段以每平方英尺90美元的租金，以及一些“高档餐饮，零售，文化”的机构，被女装日报列为北美洲最昂贵的零售街道名单第12名。2013年的租金已经上升到平均英尺$ 107，比2012年上升了34%，为该国各购物街中最大的增长百分比。多数高档时装店位于宽街和第18街之间，靠近里滕豪斯广场。
核桃街剧院位于核桃街825号，是英语世界最古老的连续使用的剧院。
沿着核桃街拥有众多的景点和历史遗迹：国家独立历史公园、社会山、华盛顿广场、华盛顿广场西、圣詹姆斯酒店、费城股票交易所、太阳石油大厦、核桃街1616号大楼、里滕豪斯广场、Estey厅、圣三一教堂。 